# Jan von Zweigbergk
Jan Åke von Zweigbergk, född 29 mars 1925 i Stockholm, död 10 januari 1991 i Stockholm, var en svensk skådespelare och regiassistent.

## Filmografi (urval)
- 1947 – Maj på Malö
- 1954 – En natt på Glimmingehus
- 1955 – Friarannonsen
- 1956 – Moln över Hellesta
- 1956 – Blånande hav

## Teater

### Roller (ej komplett)
| År   | Roll                                | Produktion                                                                                           | Regi            | Teater                |
| ---- | ----------------------------------- | --- | --------------- | --------------------- |
| 1948 | Menteth                             | Macbeth William Shakespeare                                                                          | Ingmar Bergman  | Göteborgs stadsteater |
| 1948 | Polis                               | Tjuvarnas bal (Le Bal des voleurs) Jean Anouilh                                                      | Ingmar Bergman  | Göteborgs stadsteater |
| 1959 |                                     | Den jäktade (Den stundesløse) Ludvig Holberg                                                         | Tore Karte      | Fredriksdalsteatern   |
| 1960 | Inspicienten                        | Primadonna (Adorable Julia) Marc-Gilbert Sauvajon                                                    | Gösta Folke     | Lilla Teatern         |
| 1960 | Béralde                             | Den inbillade sjuke (Le Malade imaginaire) Moliére                                                   | Tore Karte      | Fredriksdalsteatern   |
| 1962 | Lykomedes                           | Akilles och jungfrurna (Achilles i panny) Artur Maria Swinarski                                      | Tore Karte      | Fredriksdalsteatern   |
| 1962 | Klädeshandlaren Guillaume Joceaulme | Listig som en räv (La Farce de maître Pierre Pathelin) David Augustin de Brueys och Jean de Palaprat | Bernard Krook   | Riksteatern           |
| 1963 | Lisardo                             | Hus med dubbel ingång (Casa con dos puertas) Pedro Calderón de la Barca                              | Tore Karte      | Fredriksdalsteatern   |
| 1964 |                                     | Herakles och Amazonerna (Rape of the Belt) Benn Levy                                                 | Tore Karte      | Fredriksdalsteatern   |
| 1968 | Far Ubu                             | Kung Ubu (Ubu Roi) Alfred Jarry                                                                      | Anders Frambäck | Riksteatern           |
| 1968 |                                     | Spöket på Canterville (The Canterville Ghost) Oscar Wilde                                            | Tom Lagerborg   | Riksteatern           |

## Radioteater
| År   | Roll       | Produktion                                                              | Regi       |
| ---- | ---------- | ----------------------------------------------------------------------- | ---------- |
| 1949 | Konstapeln | Filip Collins äventyr: Detektiven Kenyons blandade känslor Frank Heller | Knut Ström |

### Fotnoter
1. ↑  ”Macbeth”. Stiftelsen Ingmar Bergman. http://ingmarbergman.se/verk/macbeth-1. Läst 16 oktober 2015.
2. ↑  ”Tjuvarnas bal”. Stiftelsen Ingmar Bergman. http://ingmarbergman.se/verk/tjuvarnas-bal. Läst 16 oktober 2015.
3. ↑  ”Holberg på Fredriksdal”. Dagens Nyheter:  s. 16. 16 maj 1959. https://arkivet.dn.se/tidning/1959-05-16/130/16. Läst 27 juni 2018.
4. ↑  ”Primadonna”. Musik- och Teaterbiblioteket. https://calmview.musikverk.se/CalmView/Record.aspx?src=CalmView.Performance&id=PERF14387&pos=42. Läst 18 juli 2025.
5. ↑  Ingvar Holm (30 juni 1960). ”Molière på Fredriksdal”. Dagens Nyheter:  s. 14. https://arkivet.dn.se/tidning/1960-06-30/174/14. Läst 27 juni 2018.
6. ↑  Ingvar Holm (30 juni 1962). ”Slottsteater i Hälsingborg: Fars och förförisk ögonfägnad”. Dagens Nyheter:  s. 9. https://arkivet.dn.se/tidning/1962-06-30/173/9. Läst 27 juni 2018.
7. ↑  ”Patelin vid polcirkeln”. Dagens Nyheter:  s. 12. 4 oktober 1962. https://arkivet.dn.se/tidning/1962-10-04/269/12. Läst 18 juli 2018.
8. ↑  Ingvar Holm (29 juni 1963). ”Lustigt och dansant”. Dagens Nyheter:  s. 7. https://arkivet.dn.se/tidning/1963-06-29/173/7. Läst 10 juni 2018.
9. ↑  ”Tidningsnotis”. Dagens Nyheter:  s. 20. 9 juni 1964. https://arkivet.dn.se/tidning/1964-06-09/154/20. Läst 10 juni 2018.
10. 1 2  Annika Holm (21 oktober 1968). ”Utmärkt att spela 'Kung Ubu'”. Dagens Nyheter:  s. 19. https://arkivet.dn.se/tidning/1968-10-21/287/19. Läst 14 januari 2022.
11. ↑  ”Radioprogrammet”. Dagens Nyheter:  s. 20. 14 maj 1949. https://arkivet.dn.se/tidning/1949-05-14/128/20. Läst 29 januari 2022.